# Добровольське (Казахстан)
Доброво́льське (каз. Добровольск) — село у складі Аккайинського району Північноказахстанської області Казахстану. Входить до складу Черкаського сільського округу.
Населення — 249 осіб (2021; 380 у 2009, 514 у 1999, 439 у 1989).
Національний склад станом на 1989 рік:
- росіяни — 29 %
- українці — 26 %
- казахи — 26 %.